# Catacore kolyma
Catacore kolyma é uma borboleta neotropical da família Nymphalidae que se distribui pelo Brasil, Peru e Equador. Foi catalogada como Catagramma kolyma em 1851 por William Chapman Hewitson. Apresenta, vista por baixo, asas posteriores com coloração predominantemente amarela e um desenho formando um 88, caracterizando-se por estar envolto, em cima, por uma pálida faixa de coloração azul; mais estreita nas asas anteriores. Em vista superior, a espécie apresenta um padrão diferente em suas duas subespécies; com a coloração predominantemente azul metálica próxima ao corpo do inseto, asas anteriores e posteriores com faixas azuladas na borda ou próximas a ela; também contendo marcação vermelha, subespécie pasithea, ou não, subespécie kolyma. Seu gênero é monotípico.

## Subespécies
Catacore kolyma contém duas subespécies:
- Catacore kolyma kolyma - Descrita por Hewitson em 1851, de exemplar proveniente do Brasil (Mato Grosso e Amazonas).
- Catacore kolyma pasithea - Descrita por Hewitson em 1864, de exemplar proveniente do Equador.